# Peromyia sera
Peromyia sera är en tvåvingeart som beskrevs av Jaschhof 2004. Peromyia sera ingår i släktet Peromyia och familjen gallmyggor. Inga underarter finns listade i Catalogue of Life.